# 愛媛県立松山東高等学校
愛媛県立松山東高等学校（えひめけんりつ まつやまひがしこうとうがっこう）は、愛媛県松山市持田町にある公立高等学校。

## 概要
藩校・明教館の流れを汲む県内最古の高等学校である。初代校長は草間時福で、同校の校風に多大な影響を与えている。愛媛県尋常中学校時代に夏目漱石が第五高等学校へ赴任するまで1年間教鞭をとっており、この体験を元にして小説『坊っちゃん』が描かれた。

## 沿革
- 1805年（文化2年） - 松山藩藩主・松平定則により藩校興徳館を創立。
- 1821年（文政4年） - 藩主・松平定通が興徳館を移転、修来館と改称。
- 1828年（文政11年） - 修来館を拡充し明教館と改称。
- 1872年（明治5年） - 学制公布。旧明教館に松山県学校を開設。
- 1873年（明治6年） - 英学舎と改称。
- 1875年（明治8年） - 愛媛県に移管し、英学所と改称。
- 1876年（明治9年） - 愛媛県変則中学校と改称。
- 1877年（明治10年） - 愛媛県北予変則中学校と改称。
- 1878年（明治11年） - 愛媛県松山中学校と改称（この年を創立年とする）。
- 1884年（明治17年） - 愛媛県第一中学校と改称。
- 1887年（明治20年） - 愛媛県第一中学校を廃校。
- 1888年（明治21年） - （私立）伊予尋常中学校を開校。
- 1892年（明治25年） - （私立）伊予尋常中学校を廃校、愛媛県尋常中学校を開校。
- 1896年（明治29年） - 東予分校（現：愛媛県立西条高等学校）・南予分校（現：愛媛県立宇和島東高等学校）を開校。
- 1899年（明治32年） - 愛媛県松山中学校と改称。東予分校が愛媛県西条中学校、南予分校が愛媛県宇和島中学校として独立。
- 1901年（明治34年） - 愛媛県立松山中学校と改称。
- 1916年（大正5年） - 現在地に移転。
- 1934年（昭和9年） - 火災により本館・講堂その他焼失。
- 1942年（昭和17年） - 火災により本館その他焼失。
- 1945年（昭和20年） - 戦災により明教館、プールを除く全建物焼失。
- 1948年（昭和23年） - 学制改革により愛媛県立松山第一高等学校となる。通信教育部を設置。
- 1949年（昭和24年） - 愛媛県立松山東高等学校と改称。愛媛県立松山商業高等学校と統合し商業科を設置。
- 1950年（昭和25年） - 通学区制、男女共学を実施。
- 1952年（昭和27年） - 愛媛県立松山商業高等学校が独立し商業科を廃止。
- 1953年（昭和28年） - 第8回国民体育大会のソフトボール競技会場となった。昭和天皇が行幸[1]。

## 主な施設と設備
- 第一教棟（本館）（事務室、保健室、職員室、校長室、音楽室、進路室、3年HR（ホームルーム）教室、音楽室、進路室、アリーナ等）
- 第二教棟（1・2年HR教室）

屋上には、松山地方気象台の風向・風速計、日射・日照計が2016年（平成28年）3月まで設置されていた。これは、松山地方気象台の西側、県知事公舎跡地に高層マンションが建設され、正確なデータが測定できなくなる恐れが出てきたため2006年（平成18年）12月に移転したものである。2016年からは松山市立桑原小学校に再移転している。
2016年の夏に、近隣に建築されたマンションの住民との視線干渉対策として、教室北側の窓に白いスモークフィルムが貼り付けられている。
- 第三教棟（2・3年数学・英語講座用教室、通信制スクーリング用教室、コンピューター室、視聴覚室）

2・3年生の数学・英語講座や通信制課程の教室として使われている。なお、1学年11クラス時代は、第二教棟（20クラス分の教室）に収まりきらなかった2クラスも使用していた。
- 特別教棟（被服室、調理室、書道室、美術室、化学講義・実験室、生物講義・実験室、物理講義・実験室、地学講義室、地歴公民講義室）
- 冷暖房
  - 1994年（平成6年）夏に発生した未曾有の「松山大渇水」のとき、図書館の冷房は水冷式であることが災いして使えなかった。
  - 2005年（平成17年）度より全教室にエアコンが設置された。このためエアコン使用料が徴収されている。

### 本館新築工事
耐震性の確保を主な理由とし、2008年（平成20年）7月から本館の新築工事が行われた。同年8月までに旧本館の解体と新本館の着工が開始され、校長室を含む旧本館の全設備と1年生の3クラスが仮校舎に移動、残りの7クラスについては特別教棟や1学年11クラス時代に使用していた第三教棟の2教室などを充てて同年度は対処した（すなわち、この年度のみ3年生のクラスは第二教棟であった）。完成した新校舎の供用は2009年（平成21年）3月27日から開始され、ぬくもりのある環境とするべく木材を随所に使用し床はフローリング仕上げとしたため、校舎内は既存の建物を含めすべてのエリアが土足禁止となった。
なお、耐震化工事は従来からの校舎にも施工されている。
新本館は既存の鉄筋コンクリート造4階建て延べ2,618m2を解体して跡地に建設。その規模は鉄筋コンクリート造3階建て延べ3,453m2で、3階の一部が体育館（592m2）である。完成後には既存の古い西体育館を解体して跡地にクラブハウスが建設された。

## 修学旅行
行き先には、昭和40年代後半からの伝統である立山黒部アルペンルートに、近年は北海道，関東が追加されている（北陸新幹線開業後は、希望者が少ないアルペンルートと希望者が多い関東を統合して、アルペンルート経由で関東に行くこともある）。その他、国内へは沖縄行き、国外へは中国行きも設定されることがある。また、スーパーグローバルハイスクール（SGH)指定校となった2014年の入学生が2年生となる2015年からは、ロサンゼルス行きが新たに設定された。
しかし、2019年にSGH事業満了となり、海外へ行く機会が減ることが懸念されたため、シンガポール行きが新たに設定された。（ロス班は存続）

## 校歌
洲之内徹（1930年（昭和5年）に松山中学を卒業）作詞、近衛秀麿作曲。
- 学校名・地名が一切入っていない、極めて独特のものである[4]。
- 1953年（昭和28年）、当時の仙波光三校長から作詞を依頼されたとき、洲之内徹は芥川賞の候補にもなった新進の小説家であったが、既に出来上がっていた曲に合わせて作詞をしたため苦労したようである[3]。
- 作曲は同年、当時の愛媛県知事であった久松定武の仲介で、久松と学習院初等科以来の同級生である近衛秀麿に依頼された[3]。

## 応援歌
首藤章：作詞、田窪修：作曲。1968年（昭和43年）の創立90周年記念事業の一環として作られた応援歌「王者の命」。90周年を記念して応援歌を製作しようと、歌詞と曲を全校生徒から募集。公募の中から選ばれた、当時の高校3年生だった両氏によって、作詞作曲された。2015年（平成27年）、野球部のセンバツ甲子園出場を機に復活。センバツでは、得点時と7回の先頭打者時に歌われた。

## 部活動

### 野球部
正岡子規が1889年（明治22年）に野球を伝え、1892年（明治25年）に設立された「球技同好会」が起源。硬式野球部の設立は愛媛県内で最古であり、1950年（昭和25年）に、夏の甲子園で優勝している。ただし、この優勝は商業科を併設した統合時代のものであるため、出場回数と優勝回数の記録は同校と松山商業とで共有する。松山商業の優勝回数としてクローズアップされることが多いとはいえ、同時に松山東の優勝記録でもあり、記念大会の歴代優勝校の校旗の入場行進時には当然、同校の校旗も連なっている。
戦前の松山中学時代の野球部は、愛媛県内では松山商業に次いで強かったとされ、1933年（昭和8年）春と同年夏の2回甲子園に出場している。
2014年（平成26年）夏季愛媛大会では、実に63年ぶりに決勝戦まで勝ち進み（小松に敗退）、同年秋の県大会ではその小松高校に勝利し、これも63年ぶりに秋季四国大会に出場が決まった（愛媛県では今治西に次ぐ2位）。四国大会では一回戦で鳴門（因みに鳴門は松山東が上記の夏の甲子園優勝時に決勝戦で対戦した相手である）に敗退したが、21世紀枠候補に選ばれ、その後選抜出場が正式に決定した。主催者の毎日新聞によれば、2005年（平成17年）の高松を超えて「（選抜史上）過去最長のブランクを埋める82年ぶり2回目」の出場となった。1回戦で二松学舎大付を5-4で破り、初戦突破を果たした。

### ラグビー部
ラグビー部の創部は1932年（昭和7年）。県下で最も古いラグビー部である。発足当時からの伝統である、臙脂と黄色のジャージを今も引き継いでいる。1939年（昭和14年）、1940年（昭和15年）、1947年（昭和22年）の全国中等学校蹴球大会、1970年（昭和45年）の全国高等学校ラグビーフットボール大会に出場。県総体優勝回数、全国大会県予選優勝回数は伴に県下2位。2013年（平成25年）の県7人制大会では準優勝し、その後の四国大会ではグループリーグを1位で突破し、最終的には3位に入賞している。東高らしい部活運営で、平日2時間土日3時間の短期集中型をし、文武両道を目指している。

### サッカー部
旧制松山中学時代の1928年（昭和3年）に創部（県内最古の蹴球部は、大正12年創部の三島中）。1933年（昭和8年）に、第15回全国中等学校蹴球選手権大会に四国代表として出場。四国地区から初の全国大会出場チームとなる。1回戦で九州代表の熊本一師に0-5で敗れる。1947年（昭和22年）の第26回全国中等学校蹴球選手権大会では、県勢初の全国大会での勝利を挙げ、ベスト8に進出した（7-0富山中、0-3水戸工）。昭和22年から愛媛県大会5連覇。1968年（昭和43年）のインターハイに出場。1974年（昭和49年）愛媛県高校サッカー新人戦優勝。1974年（昭和49年）全国高校サッカー選手権愛媛県大会準優勝（決勝で新田に0-3）。1991年（平成3年）愛媛県高校サッカー新人戦準優勝（決勝で南宇和に0-3）。1995年（平成7年）全国高校サッカー選手権愛媛県大会3位。2014年（平成26年）全国高校総体愛媛県大会準優勝（決勝で松山北に1-4）。

### ハンドボール部（男子）
1971年（昭和46年）、1975年（昭和50年）、2008年（平成20年） - 2010年（平成22年）、2015年（平成27年）、2022年（令和4年）のインターハイに出場。

### ボート部
1956年（昭和31年）、全日本高校選手権女子ナックルで優勝。1960年（昭和35年）、国体高校女子ナックルフォアで優勝。2013年（平成25年）、朝日レガッタ高校女子ダブルスカルで優勝。世界ジュニアボート選手権出場。2014年（平成26年）、全国高等学校選抜ボート大会女子舵手付クォドルプルで準優勝。朝日レガッタ高校女子舵手付クォドルプルで優勝。2021年（令和3年）、全国高等学校選抜ボート大会男子シングルスカルで優勝、女子舵手付クォドルプルで準優勝。2022年（令和4年）、全国高等学校選抜ボート大会女子ダブルスカルで優勝。全国高校総体女子かじ付き4人スカルで準優勝、女子シングルスカルで3位。

### その他の運動部
弓道部、テニス部、ソフトテニス部、卓球部、陸上部、水泳部、ダンス部、登山部などでインターハイ、国スポ等の出場者を輩出している。

### 吹奏楽部
1987年（昭和62年）度と2010年（平成22年）度の全日本アンサンブルコンテスト出場者を輩出。

### コーラス部
1972年（昭和47年）、1976年（昭和51年）、2006年（平成18年）のNHK全国学校音楽コンクールに出場。1976年（昭和51年）には最優秀賞に選ばれている。

### 文芸・俳句部
1950年（昭和25年）の部誌『掌上』創刊時のメンバーに伊丹十三がおり、翌年には大江健三郎も編集に参加。
全国高校俳句選手権大会（俳句甲子園）の常連で、2001年（平成13年）、2012年（平成24年）に優勝、1999年（平成11年）、2002年（平成14年）、2006年（平成18年）に準優勝している。

### 将棋部
第15回全国高等学校文化連盟将棋新人大会（2007年（平成19年））、第21回全国高等学校将棋竜王戦（2008年（平成20年））で男子個人戦5位入賞。全国高等学校将棋選手権大会（全国高等学校総合文化祭将棋部門）の常連で、県内男子団体戦4連覇。2010年（平成22年）に全国ベスト16。2021年（令和3年）に女子団体優勝。

### 演劇部
2014年（平成26年）と2022年（令和4年）の全国高等学校総合文化祭演劇部門（全国高等学校演劇大会）に出場。2022年には文部科学大臣奨励賞（最優秀賞）を受賞している。
そのほか、美術部、書道部、放送部、囲碁部、かるた部、生物部などで各種全国大会出場者を輩出している。

## 「がんばっていきましょい」
敷村良子の小説『がんばっていきまっしょい』は同校が舞台。これを原作に2度映像化され、1998年（平成10年）公開の映画は同校で、2005年（平成17年）放送のテレビドラマでは松山北高校と同校で撮影された。映画版では「伊予東高校」、ドラマ版では「松山第一高校」として登場する。これら劇中登場の2校は実在しないが、1948年（昭和23年）から1949年（昭和24年）にかけて、同校が「松山第一高等学校」と名乗っていた時期もあった。
石碑
校内（グラウンド東側）に「がんばっていきましょい」と記された石碑がある。

## 学校行事
- 春 - リレーカーニバル
- 夏 - ボートレース大会
- 秋 - 運動会、文化祭
- 冬 - 予餞会（3年生の送別会）

その他、2回のグループマッチ、クラスマッチなど。
この中で毎年9月（概ね第2水曜）に実施される運動会が一番のメイン行事であり、生徒たち自らが竹林で竹を取ってきて、櫓（やぐら、生徒が座る観客席風のスタンド）の組み立てや、巨大な人形、各グループの陣地のバックに掲出するパネ絵（かつては朝昼夕の3枚あったが現在は朝夕の2枚になった）などの制作を運動会当日よりかなり前から行う。なお、グループは1959年以降、青柳（せいりゅう、名前の由来となったヤナギの木は老化と道路拡張工事に伴い伐採された）、紫雲（しうん）、紅樹（こうじゅ）、黒潮（くろしお）の4つに分けられている。

## 交通
- 伊予鉄道市内線勝山町電停から徒歩8分。
- 伊予鉄バス東高前停留所からすぐ。南持田停留所から徒歩3分。